# Holger Müller (Politiker)

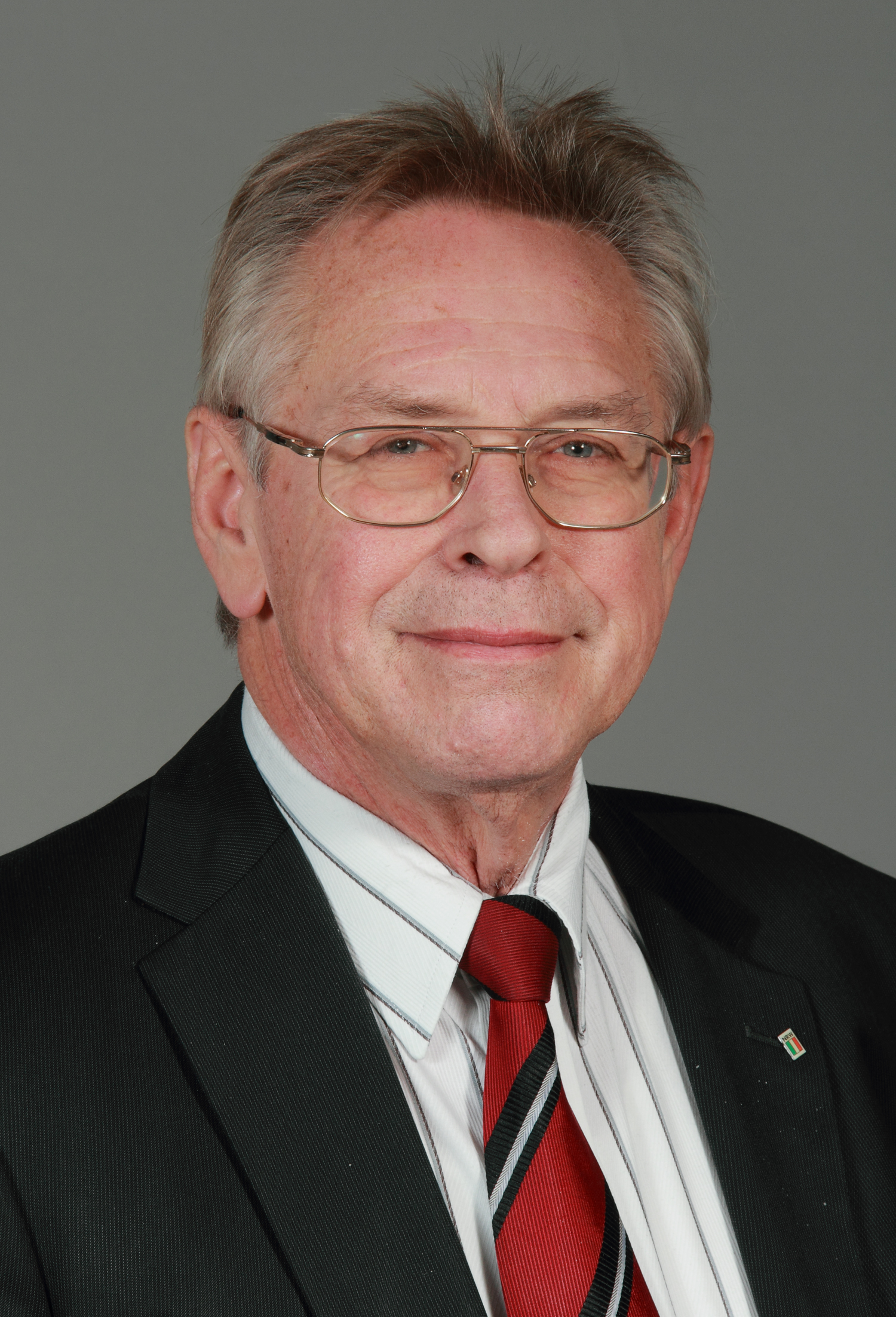
Holger Müller (2013)

Hans-Holger Müller (* 23. Juli 1947 in Rösrath; † 9. Juni 2019) war ein deutscher Politiker (CDU). Er gehörte von 2005 bis zu seinem Tode dem Landtag Nordrhein-Westfalen an.

## Ausbildung und Beruf
Nach dem Abitur studierte Müller von 1968 bis 1977 Jura an der Universität zu Köln. Sein erstes juristisches Staatsexamen legte er 1977 ab, das zweite juristische Staatsexamen 1983. 
In den Jahren 1983 bis 1991 war er Inhaber von zwei Vollreisebüros in Rösrath und Engelskirchen. In den Jahren 1990 bis 2009 war Müller zunächst Gesellschafter und Geschäftsführer, zwischen 1996 und 2000 geschäftsführender Gesellschafter und danach Gesellschafter der Firma Columbus-Reisen Müller GmbH in Köln, 1996 bis 1999 Geschäftsführer einer Firma in Rösrath. Außerdem war er 1996 bis 2000 geschäftsführender Gesellschafter der Firma M&S Columbus travel GmbH in Köln, danach bis 2005 nur noch als deren Gesellschafter.  In den Jahren 2000 bis 2005 arbeitete er als Leiter Vertrieb/Touristik und Besucherdienst am Flughafen Köln/Bonn.

## Familie
Müller war verheiratet und hatte einen Sohn. Er starb nach kurzer, schwerer Krankheit.

## Politisches Leben
Müller war seit 1969 Mitglied der CDU. Von 1970 bis 1972 war er Vorsitzender der Jungen Union (JU) Rösrath, anschließend fungierte er bis 1975 als Vorsitzender der JU Rheinisch-Bergischer Kreis und Mitglied des Vorstandes des Kreisverbandes Rheinisch-Bergischer Kreis der CDU. Von 1973 bis 1986 war er Mitglied des Landesvorstandes der JU Rheinland. Müller war 1975 bis 1979 als Präsidiumsmitglied der JU NRW und 1975 bis 1982 als stellvertretender Vorsitzender des Kreisverbandes Rheinisch-Bergischer Kreis der CDU tätig. Vorsitzender des Ortsverbandes Rösrath der CDU war er 1977 bis 1990 und war es seit 2005 wieder. 1979 bis 1983 trat er als Mitglied des Vorstandes der JU Deutschland in Erscheinung, zudem war er 1980 bis 1986 Mitglied des Exekutivkomitees der Europäischen Union Junger Christdemokraten (EUJCD).
Müller war zweimal Mitglied des Rates der Stadt Rösrath, nämlich 1975 bis 1989 und 1994 bis 2004. 1994 bis 2004 war er außerdem 1. stellvertretender Bürgermeister der Stadt Rösrath. Als Mitglied der Landschaftsversammlung Rheinland arbeitete er 1979 bis 1989. Ab 1975 war er Mitglied des Kreistages des Rheinisch-Bergischen Kreises, seit 2000 Kreistagsfraktionsvorsitzender.
Müller wurde am 22. Mai 2005 bei der Landtagswahl in Nordrhein-Westfalen 2005 und am 9. Mai 2010 bei der Landtagswahl 2010 im Wahlkreis Rheinisch-Bergischer Kreis I (umfasst die Städte Bergisch Gladbach und Rösrath) direkt in den Landtag Nordrhein-Westfalen gewählt. Bei der Landtagswahl in Nordrhein-Westfalen 2012 verlor er seinen Wahlkreis, zog aber über die Landesliste der CDU wieder in den Landtag ein. 2017 wurde er wieder als Direktkandidat gewählt.
Nach seinem Tod rückte Hendrik Schmitz in den Landtag nach.